# 四分の一の絆
『四分の一の絆』は2004年5月19日にTBS系列「水曜プレミア」枠で放送されたテレビドラマである。

## あらすじ
川崎南署の刑事である高岡諒一は、妻の麻美のおじで産科医である松本から生まれたばかりの赤ん坊を譲り受けた。その赤ん坊の母は、DVに耐えかねて夫を手にかけた鈴木靖代という女性だった。
高岡夫妻は赤ん坊に美咲と名づけ、大事に育てた。8年が経ち、美咲は頭が痛いと言ってたびたび学校を休むようになる。おじの紹介で東都大学付属病院を受診すると白血病との診断が下った。
同じ時期、高岡は高級車連続窃盗事件を追っていた。ある日盗難車のブローカーが逮捕され、盗みの実行犯として小林翔太という男が浮上してきた。高岡は翔太の身辺調査で訪れた児童養護施設「愛心園」で、翔太と仲のよかった人物として鈴木直也という名を聞かされた。直也は靖代の息子で、母親が逮捕されてから愛心園で過ごしていたのだった。そして今は整備士をしているという。そんな折、翔太と直也が車を盗もうとしているところを警官にみつかり、逃げる途中に事故をおこして翔太は大けがを負い、直也は逃走した。翔太は病院に搬送されたが意識は戻ることなく息を引き取り、直也は指名手配された。
一方、美咲は化学療法を受けたものの完治には骨髄移植が必要だという。骨髄移植にはHLA型が合うドナーが必要だが、赤の他人だと数万分の一しか一致しないHLA型が、実の兄弟であれば四分の一の確率で一致すると主治医から聞かされる。高岡夫妻は美咲の実の兄である直也にHLA型の検査を受けさせるため、直也を探し出して匿うことを決意する。指名手配犯を匿うなど許される行為ではなく懲戒免職になるのは確実だが、夫妻は美咲のために何でもしようと思いをひとつにする。
高岡は警察に追われる直也を車に乗せ連れ去った。今までのいきさつを直也に話し、美咲を助けてほしいと懇願する。直也は話は分かったが自分には翔太との約束があると言う。それは翔太が父親のために貯めた金を仲介人に渡すというものだった。約束は高岡が代わりに行くことになり、直也は検査を受けることになった。検査の結果、HLA型は一致し骨髄移植の準備が始まった。高岡は仲介人に会い「ほんとうに父親は生きているのか」と問いただすが相手ははぐらかす。警察手帳を見せると逃げ出したので逮捕した。直也の身柄は弁護士を通して話をすることで手術終了まで出頭を待ってもらえることになり、無事美咲の骨髄移植が行われ手術は成功した。高岡は、手術が終わるまで高岡の逃亡を黙認していた上司の長崎に連れられて出頭するのだった。

## 出演
高岡諒一 - 中村雅俊
川崎南署の刑事。娘が白血病とわかり、悩む。
高岡麻美 - 富田靖子
高岡の妻。
高岡美咲 - 一木有海
高岡の娘。白血病と診断される。
鈴木直也 - 大野智
11歳の時から施設で育ち、今は整備士をしている。
西尾舞子 - SAYAKA
直也と同じ施設で育った。直也と同棲中。
鈴木靖代 - 美保純
直也の母。DVに耐えかね夫を手にかける。
小林翔太 - 松尾光次
直也と同じ施設で育った。物心つく前に失踪した父に渡す金を稼ぐため、車の窃盗を繰り返す。
筒井 - モト冬樹
直也の勤務先の社長。
太田 - 清水章吾
美咲の主治医。東都大学付属病院の教授。
山中 - 古本新之輔
高岡の同僚。
塩崎 - 中野英雄
高岡の同僚。
鈴木正明 - 乱一世
直也の父。
神宮寺 - 藤岡琢也
児童養護施設「愛心園」の園長。
松本巌 - 伊東四朗
靖子の分娩を担当した産婦人科医。麻美のおじ。
長崎 - 柄本明
高岡の上司。

## スタッフ
- 脚本：安井国穂
- 監督：村田忍
- プロデュース：木村理津（TBS）、小椋正樹（ニューウェーブ）、南条記良（ニューウェーブ）
- 制作：ニューウェーブ、TBS
- 音楽：原正美
- 主題歌：大黒摩季「翼の折れたエンジェル」（東芝EMI）